# Synagoge Adass Jisroel (Nürnberg)

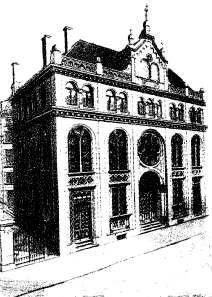
Zerstörte Synagoge Adass Jisroel in Nürnberg

Die Synagoge Adass Jisroel in Nürnberg, einer Großstadt im nördlichen Bayern, wurde 1901/02 errichtet. Die bei der sogenannten Reichskristallnacht im Jahr 1938 zerstörte Synagoge stand in der Essenweinstraße 7. 

## Geschichte
Auf Grund der immer zahlreicher werdenden Gottesdienstbesucher war der Betsaal des Vereins Adass Jisroel zu klein geworden. Im Oktober 1900 wurde in der Essenweinstraße ein Grundstück für den Synagogenneubau gekauft. Das Nürnberger Architekturbüro Ochsenmayer & Wissmüller fertigte die Baupläne für ein repräsentatives Gemeindezentrum. Für den dreigeschossigen Werksteinbau mit Mansarddach sind vor allem neuromanische und in den Maßwerkbrüstungen auch neugotische Stilelemente verwendet worden. Die Einweihung der Synagoge erfolgte am 5. September 1902.
Beim Novemberpogrom 1938 wurde die Synagoge geschändet und zerstört. SA-Männer zerschlugen die Inneneinrichtung, bewegliche Teile wurden im Bereich der Bima auf einen Haufen geworfen und angezündet. Die am Ort befindliche Feuerwehr, die auch aktiv an der Brandstiftung beteiligt war, schützte die angrenzenden Wohnhäuser mit Wasserfontänen.